# Francuski pocałunek (film)
Francuski pocałunek – amerykańsko-brytyjska komedia romantyczna z 1995 r. w reżyserii Lawrence’a Kasdana.

## Główne role
- Meg Ryan – Kate
- Kevin Kline – Luc Teyssier
- Timothy Hutton – Charlie
- Jean Reno – Inspektor Jean-Paul Cardon
- François Cluzet – Bob
- Suzan Anbeh – Juliette
- Renée Humphrey – Lilly

## Fabuła
Narzeczony Kate wylatuje w podróż służbową do Paryża. Latanie samolotem to jej największy lęk. Jednak wkrótce dowiaduje się, że jej mężczyzna zakochał się w innej dziewczynie. Postanawia przełamać wszelkie bariery i polecieć do niego. Okazuje się, że strach miał wielkie oczy, a podróż samolotem może być przyjemna, gdy przy boku znajduje się miły, nieznajomy Francuz. Kate nie wie, że kolega z samolotu jest złodziejem, którego ściga policja. Dziewczyna wpada w kłopoty, jednak wkrótce oboje staną się dla siebie bliscy.